# Scottish Third Division 2004-2005
La Scottish Third Division 2004-2005 è stata l'11ª edizione del torneo e ha rappresentato la quarta categoria del calcio scozzese.

## Squadre partecipanti
| Squadra            | Città         | Stadio              | Posizione 2003-2004                              |
| ------------------ | ------------- | ------------------- | ------------------------------------------------ |
| Albion Rovers      | Coatbridge    | Cliftonhill Stadium | 8º posto                                         |
| Cowdenbeath        | Cowdenbeath   | Central Park        | 5º posto                                         |
| East Fife          | Methil        | Bayview Stadium     | 9º posto in Scottish Second Division 2003-2004   |
| East Stirlingshire | Falkirk       | Firs Park           | 10º posto                                        |
| Elgin City         | Elgin         | Borough Briggs      | 9º posto                                         |
| Gretna             | Gretna        | Raydale Park        | 3º posto                                         |
| Montrose           | Montrose      | Links Park          | 6º posto                                         |
| Peterhead          | Peterhead     | Balmoor Stadium     | 4º posto                                         |
| Queen's Park       | Glasgow       | Hampden Park        | 7º posto                                         |
| Stenhousemuir      | Stenhousemuir | Ochilview Park      | 10º posto in Scottish Second Division 2003-2004. |

## Classifica finale
|  | Pos. | Squadra            | Pt | G  | V  | N  | P  | GF  | GS | DR   |
|  | ---- | ------------------ | -- | -- | -- | -- | -- | --- | -- | ---- |
|  | 1.   | Gretna             | 98 | 36 | 32 | 2  | 2  | 130 | 29 | +101 |
|  | 2.   | Peterhead          | 78 | 36 | 23 | 9  | 4  | 81  | 38 | +43  |
|  | 3.   | Cowdenbeath        | 51 | 36 | 14 | 9  | 13 | 54  | 61 | −7   |
|  | 4.   | Queen's Park       | 48 | 36 | 13 | 9  | 14 | 51  | 50 | +1   |
|  | 5.   | Montrose           | 46 | 36 | 13 | 7  | 16 | 47  | 53 | −6   |
|  | 6.   | Elgin City         | 43 | 36 | 12 | 7  | 17 | 39  | 61 | −22  |
|  | 7.   | Stenhousemuir      | 42 | 36 | 10 | 12 | 14 | 58  | 58 | 0    |
|  | 8.   | East Fife          | 38 | 36 | 10 | 8  | 18 | 40  | 56 | −16  |
|  | 9.   | Albion Rovers      | 34 | 36 | 8  | 10 | 18 | 40  | 78 | −38  |
|  | 10.  | East Stirlingshire | 22 | 36 | 5  | 7  | 24 | 32  | 88 | −56  |

Legenda:

      Campione di Third Division e promossa in Second Division
      Promossa in Second Division
Note:

Tre punti a vittoria, uno a pareggio, zero a sconfitta.